# Боулінг-Грін (Кентуккі)
Боулінг-Грін (англ. Bowling Green) — місто (англ. city) в США, в окрузі Воррен штату Кентуккі. Населення — 72 294 особи (2020).

## Географія
Боулінг-Грін розташований за координатами 36°58′15″ пн. ш. 86°26′18″ зх. д. / 36.97083° пн. ш. 86.43833° зх. д. (36.970919, -86.438462).  За даними Бюро перепису населення США в 2010 році місто мало площу 98,69 км², з яких 97,86 км² — суходіл та 0,83 км² — водойми.

### Клімат
| Клімат : Боулінг-Грін                 | Клімат : Боулінг-Грін | Клімат : Боулінг-Грін | Клімат : Боулінг-Грін | Клімат : Боулінг-Грін | Клімат : Боулінг-Грін | Клімат : Боулінг-Грін | Клімат : Боулінг-Грін | Клімат : Боулінг-Грін | Клімат : Боулінг-Грін | Клімат : Боулінг-Грін | Клімат : Боулінг-Грін | Клімат : Боулінг-Грін | Клімат : Боулінг-Грін |
| Показник                              | Січ.                  | Лют.                  | Бер.                  | Квіт.                 | Трав.                 | Черв.                 | Лип.                  | Серп.                 | Вер.                  | Жовт.                 | Лист.                 | Груд.                 | Рік                   |
| Абсолютний максимум, °C               | 25,6                  | 27,8                  | 33,3                  | 35,6                  | 37,8                  | 43,3                  | 45,0                  | 43,3                  | 40,6                  | 34,4                  | 31,1                  | 25,6                  | 45,0                  |
| Середній максимум, °C                 | 7,2                   | 10,0                  | 15,4                  | 20,9                  | 25,4                  | 30,1                  | 31,9                  | 31,6                  | 27,8                  | 21,8                  | 15,2                  | 8,8                   | 20,5                  |
| Середній мінімум, °C                  | −3,1                  | −1,3                  | 2,8                   | 7,6                   | 12,8                  | 17,7                  | 19,9                  | 18,9                  | 14,4                  | 7,9                   | 3,1                   | −1,6                  | 8,3                   |
| Абсолютний мінімум, °C                | −29,4                 | −28,9                 | −21,1                 | −7,2                  | −1,1                  | 3,9                   | 7,8                   | 5,6                   | 0,6                   | −7,2                  | −21,7                 | −25,6                 | −29,4                 |
| Норма опадів, мм                      | 91                    | 102                   | 134                   | 110                   | 113                   | 85                    | 106                   | 75                    | 76                    | 69                    | 106                   | 122                   | 1207                  |
| Днів з опадами                        | 10,4                  | 10,5                  | 11,4                  | 10,7                  | 10,4                  | 8,6                   | 9,9                   | 4,9                   | 6,9                   | 5,8                   | 9,9                   | 11,5                  | 91,9                  |
| Днів зі снігом                        | 2,1                   | 2,3                   | 0,7                   | 0,1                   | 0                     | 0                     | 0                     | 0                     | 0                     | 0                     | 0                     | 1,3                   | 6,5                   |
| ------------------------------------- | --------------------- | --------------------- | --------------------- | --------------------- | --------------------- | --------------------- | --------------------- | --------------------- | --------------------- | --------------------- | --------------------- | --------------------- | --------------------- |
| Джерело: NOAA (extremes 1893–present) |                       |                       |                       |                       |                       |                       |                       |                       |                       |                       |                       |                       |                       |

## Демографія
Згідно з переписом 2010 року, у місті мешкало 58 067 осіб у 22 735 домогосподарствах у складі 11 759 родин. Густота населення становила 588 осіб/км².  Було 24712 помешкання (250/км²).
Расовий склад населення:
| - 75,8 % — білих - 13,9 % — чорних або афроамериканців - 4,2 % — азіатів - 0,3 % — корінних американців - 0,2 % — вихідців з тихоокеанських островів - 3,0 % — осіб інших рас |

До двох чи більше рас належало 2,7 %. Частка іспаномовних становила 6,5 % від усіх жителів.
За віковим діапазоном населення розподілялося таким чином: 20,1 % — особи молодші 18 років, 69,2 % — особи у віці 18—64 років, 10,7 % — особи у віці 65 років та старші. Медіана віку мешканця становила 27,6 року. На 100 осіб жіночої статі у місті припадало 93,3 чоловіків;  на 100 жінок у віці від 18 років та старших — 90,8 чоловіків також старших 18 років.
Середній дохід на одне домашнє господарство  становив 49 456 доларів США (медіана — 35 604), а середній дохід на одну сім'ю — 63 376 доларів (медіана — 47 178). Медіана доходів становила 34 286 доларів для чоловіків та 30 593 долари для жінок. За межею бідності перебувало 28,1 % осіб, у тому числі 37,5 % дітей у віці до 18 років та 8,1 % осіб у віці 65 років та старших.
Цивільне працевлаштоване населення становило 28 247 осіб. Основні галузі зайнятості: освіта, охорона здоров'я та соціальна допомога — 24,9 %, виробництво — 15,2 %, мистецтво, розваги та відпочинок — 14,7 %.